# Estadio Dorados
El Estadio Dorados, antes conocido como Estadio Carlos González y González y Estadio Banorte, es un estadio de fútbol del equipo Dorados de Sinaloa ubicado en la ciudad de Culiacán, Sinaloa, México. Y es usado generalmente para partidos de fútbol. El estadio fue inaugurado el 23 de agosto del 2003 en un partido disputado entre los Dorados de Sinaloa y las Cobras de Ciudad Juárez, el marcador final fue Dorados 4-2 Cobras. El inmueble tiene una capacidad para 23 000 aficionados mismo que se construyó en el año 2003 en un tiempo récord de tan solo 3 meses. El primer gol en el estadio fue anotado por el jugador Héctor Giménez Silvera.

## Historia
El Estadio Dorados se terminó en tan solo 3 meses. A mediados de 2003, los empresarios Eustaquio de Nicolás, Valente Aguirre y Juan Antonio García anunciaron la creación de los Dorados, en aquellos tiempos de Culiacán, y con ello el fútbol profesional llegaba a Sinaloa. La ciudad ya tenía equipo, pero hacia falta el estadio, un inmueble capaz de recibir a la Primera A y que cumpliera con los requisitos de la Federación Mexicana de Fútbol. Se pensó en el Universitario, pero su capacidad era muy chica y no tenía suficiente espacio para una ampliación. Y las opciones no eran muchas. A un lado del río Humaya, en la colonia STASE, en una parte del Proyecto Tres Ríos, está un campo de fútbol, que hasta antes de 2003, era una cancha con tradición dentro del fútbol amateur, la "Princes", llamado por los veteranos, o el "Carlos González y González", nombrada así en memoria del concesionario cervecero que dio gran respaldo al fútbol del barrio. Ahí estaban los cimientos del sueño de los sinaloenses futboleros llamado Dorados. Esos mismos que en tiempo récord de 3 meses, algunos dicen que fue menos, se levantaron y dieron forma a lo que es hoy el Estadio Dorados, con una inversión de 55 millones 238 mil 236 pesos, y un aforo inicial para 14 000 aficionados. Está concesionado por 15 años, con el aval del Congreso del Estado a la empresa Estadios de Sinaloa, S.A. de C.V.

## Ampliación
Tras  el ascenso de los Dorados de Sinaloa, el Estadio Dorados, tuvo la necesidad de aumentar su aforo para poder albergar partidos de la primera división. El estadio contaba con una capacidad inicial de 16 000 aficionados cómodamente sentados y el objetivo era ampliarlo para 25 000. Para el año de 2005 los trabajos de remodelación tenían un gran avance, ya para el 2006 la ampliación ya estaba casi terminada solo faltaban terminar de construir los palcos de la zona río, pero  cuando los Dorados de Sinaloa descendieron a la liga de ascenso se suspendió la construcción de dichos palcos. Actualmente el estadio cuenta con una capacidad de 23 000 aficionados. Ahora que Dorados ha ascendido de nueva cuenta a la primera división, el estadio ya se encuentra con los asientos embutacados.